# Kol mevaser
Kol mevaser war die erste jiddische Zeitung im Russischen Reich. Sie erschien in Odessa von 1862 bis 1872.

## Geschichte
Am 23. Oktober 1862 erschien die erste Ausgabe von Kol mevaser als Beilage der hebräischen Wochenzeitung Ha-Meliz in Odessa. Der Herausgeber Alexander Zederbaum ersetzte damit Beilagen, die er bisher in deutscher Sprache in hebräischer Schrift beigefügt hatte.
Kol mevaser war die erste jiddische Zeitung im Russischen Kaiserreich und die zweite im östlichen Europa nach Korot Haitim in Iaşi in Rumänien.
Ab dem 20. Mai 1869 erschien sie als eigenständige Zeitung wöchentlich.
Kol mevaser wurde in verschiedenen jiddischsprachigen Regionen im Russischen Reich gelesen. Sie hatte zwar nur etwa 250 Abonnenten, wurde aber durch Weiterreichen und öffentliches Vorlesen von wesentlich mehr Menschen zur Kenntnis genommen.  
Die Zeitung richtete sich besonders an einfache Menschen, die das anspruchsvollere Hebräisch nicht so gut verstanden. Sie berichtete über Ereignisse aus der jüdischen und nichtjüdischen Welt, besonders aus den verschiedenen jüdischen Regionen. Sie veröffentlichte auch viele Artikel über Sachthemen, um die Bildung der Leser zu fördern. Diese waren oft bewusst in sehr einfacher Sprache formuliert.
Kol mevaser druckte viele literarische Texte, vor allem Erzählungen von verschiedenen Autoren. Die später sehr erfolgreichen Schriftsteller Mendele Moicher Sforim und Abraham Goldfaden veröffentlichten hier ihre ersten Texte in jiddischer Sprache, nachdem sie vorher nur hebräisch publiziert hatten. Kol mevaser war auch die erste jüdische Zeitung, die Texte von Frauen abdruckte.
Kol mevaser trug mit zur Etablierung einer jiddischen Schriftsprache und Literatur bei, die es bis dahin nur in geringem Umfang gegeben hatte.
Alexander Zederbaum gab 1871 die Leitung der Zeitung ab, nachdem er nach St. Petersburg gezogen war. Am 28. November 1872 erschien die letzte Ausgabe in Odessa.
Am 27. November 1873 gab er eine Ausgabe von Kol mevaser in St. Petersburg heraus, stellte diese aber am nächsten Tag wieder ein. 1881 gründete er dort dann das Jidische Folksblat als zweite jiddische Zeitung in Russland.